# Kuhblasen

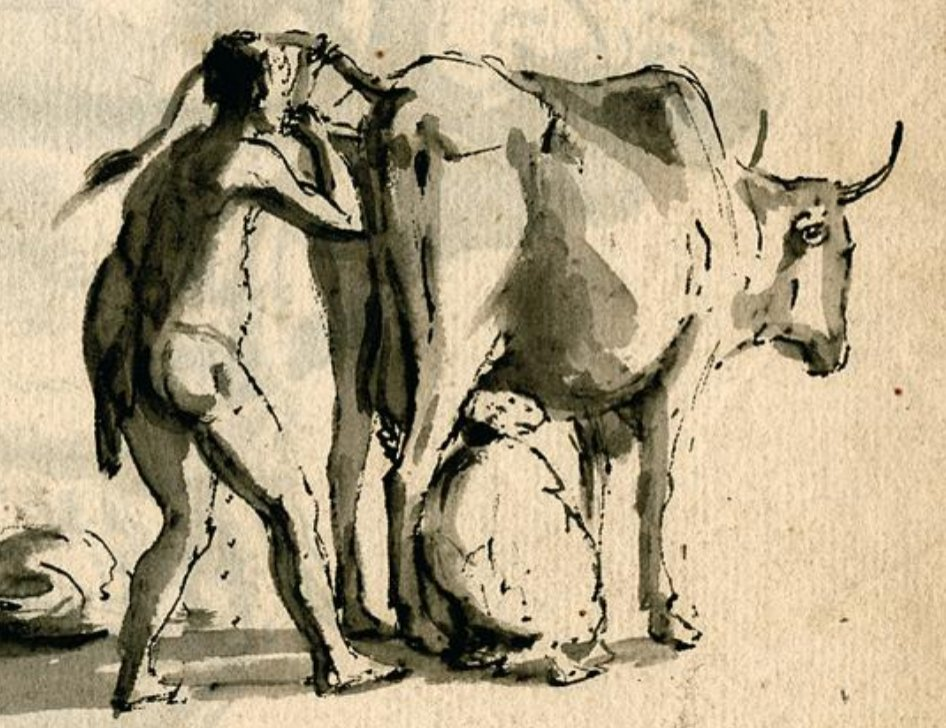
Kuhblasen wird von einem Angehörigen der Khoikhoi praktiziert. Die Zeichnung entstand zwischen 1700 und 1740.

Das Kuhblasen (englisch cow blowing oder Kuhblasen, in Indien anglisierend phooka genannt) ist ein in der ethnographischen Literatur aus vielen Ländern berichtetes Verfahren, bei dem durch kräftiges Einblasen von Luft in die Vagina – bisweilen auch in den After – einer Kuh zu erreichen versucht wird, dass sie mehr Milch gibt.
Meist erfolgt dieses Einblasen direkt mit dem Mund, aber auch mittels einer Röhre bzw. in Kombination mit anderen Verfahren zur Stimulation der Milchproduktion. Solche Verfahren sind auch für andere Milchtiere bekannt: neben dem Rind auch beim Pferd, Yak, Kamel oder bei der Ziege.

## Geschichte und Vorkommen
Das Verfahren war bereits im alten Ur bekannt, wo ein Tempelfries vom Tell el-Obed hinter den Kühen sitzende Melker erkennen lässt. Eine frühe Beschreibung gibt es auch im zweiten Kapitel des vierten Buches der Historien des griechischen Historikers Herodot (5. Jahrhundert v. Chr.): Dort wird beschrieben, wie die Skythen Pferdestuten durch hohle Knochenröhren Luft in die Scheide blasen, während eine andere Person die Stute melkt. Das cow blowing wurde mindestens bis zum 17. Jahrhundert auch in Irland praktiziert. Besonders zahlreiche Belege liefern afrikanische Hirtennomaden, es ist in Süd- und Ostafrika verbreitet, zum Beispiel bei den Dinka und Nuer, aber auch in anderen Hirtenkulturen wie zum Beispiel bei den alten Skythen und in Tibet. Obwohl einzelne Beschreibungen des Phänomens aus vielen Teilen der Welt bekannt sind, ist es bislang nur in wenigen systematischen wissenschaftlichen Studien beschrieben worden.

### Indien
In Indien, wo das Rind aufgrund religiöser hinduistischer Vorstellungen einen besonderen Schutz genießt (siehe auch Heilige Kuh), wird die Praktik phooka genannt. Sie wurde im indischen Tierschutzgesetz von 1890 erstmals explizit verboten. Darin wird phooka oder doom dev an Kühen oder anderen Milchtieren folgendermaßen definiert: “Phooka or doom dev includes any process of introducing air or any substance into the female organ of a milch animal with the object of drawing off from the animal any secretion of milk.”  Personen, die die Handlung durchführen oder an in ihrem Besitz oder unter ihrer Kontrolle stehenden Tieren durchführen oder erlauben, konnten mit einer Geldstrafe bis zu fünfhundert Rupien oder mit Gefängnis bis zu zwei Jahren bestraft werden. Das Tier, an dem die Handlung verübt wurde, ging in den Besitz des Staates über. Das Gesetz wurde 1938 erweitert. Gandhi berichtet in seiner Autobiographie darüber. Seit seiner Beobachtung des phooka habe Gandhi einen starken Ekel vor Milch gehabt. Der Prozess des phooka habe Gandhis Einstellung zur Gewalt an Tieren beeinflusst.

### Nuer
Der Ethnologe Edward Evan Evans-Pritchard beschrieb und fotografierte das Kuhblasen in die Vagina der Kuh bei den Nuern. Dort wurde es insbesondere bei Kühen praktiziert, die ihr Kalb verloren haben. Zusätzlich zu dem Kuhblasen wurde eine Puppe des gestorbenen Kalbes mit dem Fell des Kalbes (tulchan) zur Kuh geschoben um die Kuh zur Milchproduktion zu stimulieren.

## Physiologische Aspekte
Eine Dehnung der Cervix uteri führt über den Ferguson-Reflex zur Ausschüttung von Oxytocin, was physiologisch während der Geburt die Muskulatur der Gebärmutter anregt und auch die Milchejektion stimuliert. Ob das „Kuhblasen“ einen sogenannten Ferguson-Reflex auslöst, ist aber ungeklärt. Die Ausschüttung von Oxytozin wird auch durch das Saugen des Jungtiers und durch das „Anrüsten“ (eine Art Eutermassage vor dem Melken) ausgelöst.

## Verbreitung nach Plischke (1954)
| Volk                                                                          | Gebiet                         | Autor (Jahr)                               | siehe (auch)                                       | sonstiges        |
| ----------------------------------------------------------------------------- | ------------------------------ | ------------------------------------------ | -------------------------------------------------- | ---------------- |
| mongol. Kalmücken                                                             | südrussische Steppengebiete    | Peter Simon Pallas (1776)                  |                                                    |                  |
| Skythen                                                                       |                                | Herodot                                    |                                                    | (Pferde)         |
| Jakuten                                                                       | an der Lena, Sibirien          | Gerhard Friedrich Müller (Bericht um 1736) |                                                    |                  |
|                                                                               | Abessinien                     | I. M. Hildebrandt (1874)                   |                                                    |                  |
| Kaffa                                                                         |                                | Friedrich J. Bieber (1920)                 |                                                    |                  |
| Nuer                                                                          |                                | H. A. Bernatzik (1929)                     | E. E. Evans-Pritchard (1951); Luz H, Herz W (1976) |                  |
| Dinka                                                                         |                                | H. A. Bernatzik (1930)                     |                                                    |                  |
| Baggara                                                                       | Kordofan                       | McMichael (1924)                           |                                                    |                  |
| Somal                                                                         |                                | C. Keller (1894)                           |                                                    |                  |
| Galla                                                                         |                                | Ph. Paulischke (1893)                      |                                                    |                  |
| Wasiba                                                                        |                                | H. Rehse (1910)                            |                                                    |                  |
| Wanyaturu                                                                     |                                | E. Sick (1915)                             |                                                    |                  |
| Wagogo                                                                        |                                | H. Clauss (1911)                           |                                                    |                  |
| Hottentotten                                                                  |                                | Peter Kolb (1719)                          |                                                    |                  |
| Bana                                                                          | Logone-Gebiet südl. des Tschad | A. Rühe (1938)                             |                                                    |                  |
| west- und zentralasiatische Hirtennomaden                                     |                                |                                            |                                                    |                  |
|                                                                               | China, Tung-Fluss              | I. H. Edgar (1924)                         |                                                    | Sichuan, Dadu He |
| Indien                                                                        |                                | T. Murari (1937)                           | Mohandas Karamchand Gandhi (1927/1929)             | „phooka“         |
| Alpen (Untergurgl im oberen Ötztal; Almen des Pfitscher Jochs; bei Gargellen) |                                | (1939)                                     |                                                    |                  |
| Pyrenäen                                                                      |                                | (1939)                                     |                                                    |                  |